# US Clay Court Championships 1976
Lo US Clay Court Championships 1976 è stato un torneo di tennis giocato sulla terra verde. È stata la 24ª edizione del torneo, che fa parte del Women's International Grand Prix 1976. Si è giocato ad Indianapolis negli USA dal 9 al 15 agosto 1976.

## Campionesse

### Singolare
Kathy May ha battuto in finale  Brigette Cuypers con il punteggio di 6–4, 4–6, 6–2

### Doppio
Linky Boshoff /  Ilana Kloss hanno battuto in finale  Laura DuPont /  Wendy Turnbull con il punteggio di 6–2, 6–3